# Metzger, Oregon
Metzger, Oregon (енгл. Metzger) насељено је место без административног статуса у америчкој савезној држави Орегон.

## Демографија
По попису из 2010. године број становника је 3.765, што је 411 (12,3%) становника више него 2000. године.
| Група             | 2000.         | 2010.         |
| Белци             | 2.777 (82,8%) | 2.795 (74,2%) |
| Афроамериканци    | 37 (1,1%)     | 106 (2,8%)    |
| Азијати           | 91 (2,7%)     | 117 (3,1%)    |
| Хиспаноамериканци | 285 (8,5%)    | 517 (13,7%)   |
| Укупно            | 3.354         | 3.765         |